# Draconarius everesti
Draconarius everesti là một loài nhện trong họ Amaurobiidae.
Loài này thuộc chi Draconarius. Draconarius everesti được Hsen Hsu Hu miêu tả năm 2001.